# Acacia auriculiformis
Espèce
Synonymes
- Acacia auriculaeformis Benth.[2] [3]
- Acacia moniliformis Griseb.[2] [3]
- Racosperma auriculiforme (A. Cunn. ex Benth.) Pedley[4]
- Racosperma auriculiforme (Benth.) Pedley[2] [3]

Statut de conservation UICN

 LC  : Préoccupation mineure
Acacia auriculiformis est une espèce de plantes à fleurs de la famille des Fabaceae C'est un arbre à croissance rapide originaire d'Australie, d'Indonésie et de Papouasie-Nouvelle-Guinée.

## Description
Acacia auriculiformis est un arbre à feuilles persistantes qui pousse jusqu'à 30 m de haut et 50 cm de diamètre. Le tronc est tordu et l'écorce fissurée verticalement. Les racines radiales sont peu profondes.
Il a un feuillage dense avec une couronne étalée ouverte. Les feuilles, alternes, sont des phyllodes falciformes, de 8 à 20 cm de long et de 1 à 4,5 cm de large, avec trois à sept nervures longitudinales bien marquées. C’est une espèce sempervirente.
Les fleurs jaune crémeux parfumées font 8 cm de long et vont par paires. Elles donnent des gousses plates d'environ 6,5 x 1,5 cm à bords ondulés. Elles sont initialement droites, mais se tordent à maturité avec des spirales irrégulières.
Les graines, jusqu’à 15 par gousse, sont ovales, noires, brillantes, entourées par un funicule orange vif qui attire les oiseaux et auquel elles restent suspendues lorsque la gousse s’ouvre. On compte de 30 000 à 72 000 graines par kg.

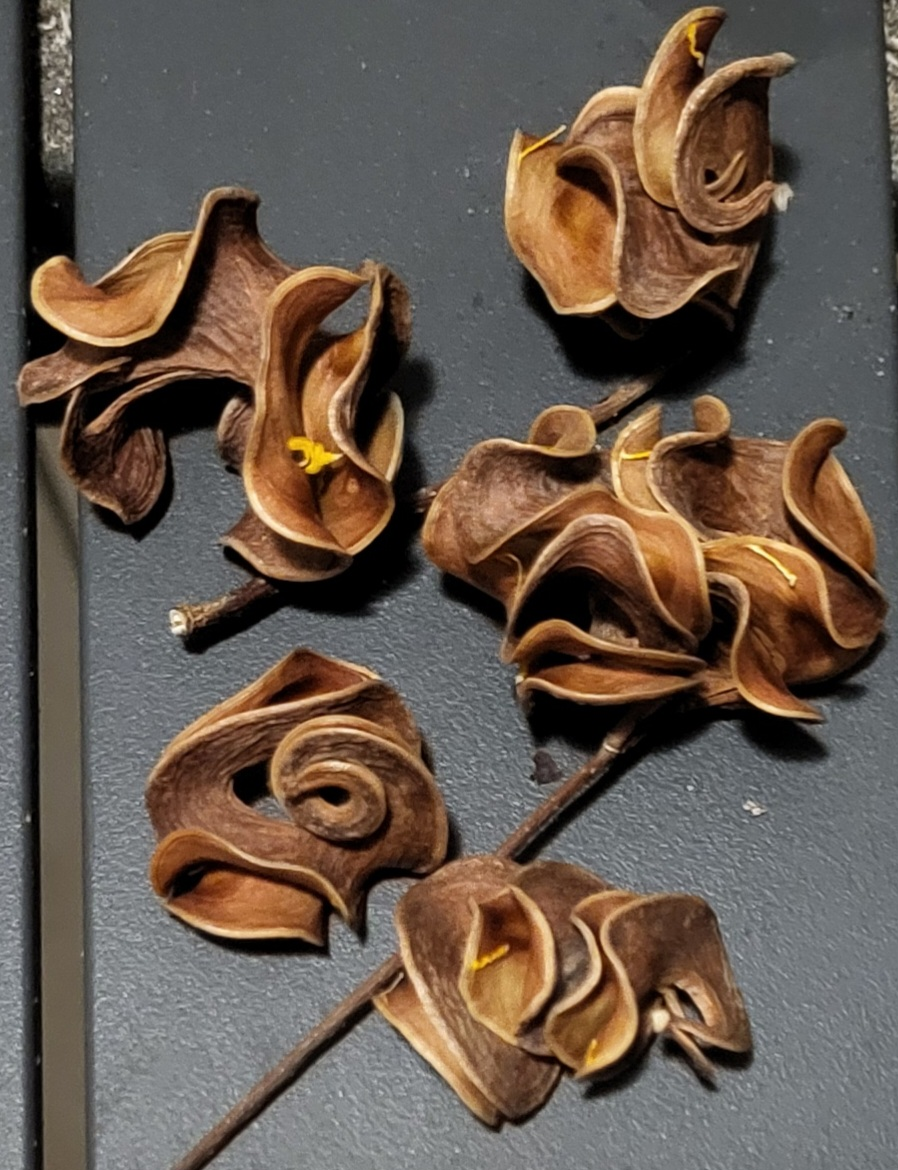
Gousses torsadées évoquant des formes d'oreilles.

L'épithète spécifique vient du latin auricula- oreille externe des animaux et de forma, forme, faisant allusion à la forme de la gousse.

## Usage
Cette espèce est utilisée comme plante ornementale, comme arbre d'ombrage et également comme bois de feu dans toute l'Asie du Sud-Est, en Inde, en Océanie et en Afrique.
Son bois dense à haute énergie (valeur calorifique du 4500 au 4900 kcal / kg) contribue à sa popularité. Sur vertisol, l'arbre peut atteindre un diamètre de 13 cm en 6 ans et produire une biomasse sur pied de 125 t/ha de matière sèche. Sur de meilleurs sols, l'arbre peut atteindre 30 cm de diamètre et 11 m de haut en 6 ans soit une productivité de 12 m3/ha/an qui peut osciller entre 7 et 20 m3 par an selon les conditions de culture. Il offre un très bon charbon qui brille bien avec peu de fumée et ne produit pas d'étincelles.
Son bois est bon pour faire du papier. De grandes plantations ont déjà été mises en place dans le Kerala, en Inde, pour la production de pâte à papier.
Il contient du tanin utile dans le tannage des peaux animales.
La gomme de l'arbre est vendue dans le commerce, mais n'est pas aussi utile que la gomme arabique.
L'arbre est utilisé comme analgésique par les indigènes australiens.
Le feuillage peut être utilisé comme fourrage.
Les fleurs sont une bonne source de pollen pour la production de miel.
L'aubier est jaune ; le duramen est brun à rouge foncé, à grain droit et raisonnablement durable. Le bois fin a une densité de base élevé (500-650 kg/m3). Il est excellent dans l'artisanat pour les articles de tournerie, jouets, pièces d'échecs et carambole. Aussi utilisé pour les meubles, la menuiserie, les manches d'outils, et pour la construction.
La propagation superficielle de son système racinaire dense et emmêlé rend A. auriculiformis approprié pour stabiliser les terres érodées.
On le plante pour fournir des abris sur les plages et fronts de mer.
Sa croissance rapide au début, même sur des sites infertiles, et sa tolérance aux sols très acides et alcalins font qu'on l'utilise pour la stabilisation et la revégétalisation des mines.
La plantation d’A. auriculiformis permet d'améliorer les propriétés physico-chimiques du sol telles que la capacité de rétention d'eau, de matière organique, d'azote et de potassium à travers la chute de litière. Ses phyllodes fournissent un bon paillis de longue durée. Acacia auriculiformis peut fixer l'azote grâce à ses nodosités avec une gamme de souches bactériennes des genres Rhizobium et Bradyrhizobium.

## Culture
C'est une espèce peu exigeante qui supporte de nombreux types de sols.
Elle supporte mal les températures inférieures à 15 °C.
Les graines se conservent aisément car elles ont une dormance tégumentaire qu'il faut lever pour avoir une germination rapide et régulière.
Quand l’arbre est coupé à ras de terre, il ne rejette pas alors qu'il rejette bien s'il est coupé au-dessus de 50 cm.
Acacia auriculiformis s’hybride très facilement avec Acacia mangium. Les hybrides ont souvent une vigueur supérieure à celle des parents.

### Ravageurs et maladies
Les dommages causés par les ravageurs et les maladies sont mineurs. En Indonésie, le taux de croissance a été altérée par un champignon de la rouille Uromyces digitatus ; en Inde, la pourriture des racines causée par un champignon (Ganoderma lucidum) a été rapportée. Un coléoptère (Sinoxylon sp.) peut ceinturer les jeunes tiges et les branches, qui se cassent. Dans ce cas, l'arbre se développe en cépée et la longueur du tronc est réduite.